# BULK ORCHESTRA
BULK ORCHESTRA（バルク・オーケストラ）は、GLEATで結成されたユニットである。
　

## 歴史

### 2021年
- 7月25日、 アゼリア大正ホール大会で河上隆一が田村ハヤトにタッグ結成を要求[1]。
- 8月4日、 新宿FACE大会で河上隆一と田村ハヤトがシングルマッチを経て正式にタッグ結成[2]。
- 9月1日、 新宿FACE大会で河上隆一と田村ハヤト（通称：ガチムチ軍）がKAZMA SAKAMOTOに共闘を提案[3]。
- 9月20日、 中村スポーツセンター第2競技場大会でKAZMA SAKAMOTOはガチムチ軍とではなくクワイエット・ストームとタッグ結成[4]。
- 9月29日、 新宿FACE大会で島谷常寛がガチムチ軍に加入[5]
- 10月23日、 アゼリア大正ホール大会でユニットの正式名称をBULK ORCHESTRAと発表[6]
- 11月18日、 Youtube配信大会でKAZMA SAKAMOTOがタッグパートナーであるCIMAを裏切りクワイエット・ストームと共にBULK ORCHESTRAに加入[7]。

### 2022年
- 8月25日、 東京・後楽園ホール大会で行われた初代G-INFINITY王者決定トーナメントにて河上&KAZMA組が優勝。G-INFINITY初代王者となる[8]。
- 9月4日、 大阪・梅田スカイビル ステラホール大会で田村ハヤト&チェック島谷組がG-INFINITY王座に挑戦。河上&KAZMA組に勝利し2代目王者となる[9]。

### 2023年
- 6月7日、後楽園ホール大会で行われたG-INFINITY選手権試合で田村＆島谷組が全日本プロレスの斉藤ジュン&斉藤レイ組に敗れ、6度防衛したG-INFINITY王座を失冠[10]。
- 7月1日、 TOKYO DOME CITY HALL大会「GLEAT ver.6」で行われた敗者ユニット解散マッチで60secondsに勝利しユニット解散を免れる（敗れた60secondsは解散）。
- 12月30日、 TOKYO DOME CITY HALL大会「GLEAT ver.7」で行われたG-REX選手権試合で田村がT-Hawkに勝利しG-REX王座を獲得[11]。

### 2024年
- 4月、島谷が無期限海外武者修行の旅に出る[12][13]。
- 6月9日、名古屋国際会議場イベントホール大会で行われた電流爆破マッチ終了後、河上がこの試合で共闘していた大仁田厚に唆される形で電流爆破を否定していたGLEATの鈴木裕之社長を電流爆破バットを打ち込み爆破、後日、その処分として7月1日をもって契約終了が発表された。
- 7月1日、この日行われたGLEAT ver.12をもって河上がGLEATを退団。BULK ORCHESTRAからも脱退。
- 8月25日、梅田スカイビル ステラホール大会で勝者BULK ORCHESTRA加入バルクアップ選手権5WAYマッチを開催。この試合を制した岩崎孝樹が新メンバーとして加入[注 1]。
- 12月30日、 TOKYO DOME CITY HALL大会「GLEAT ver.14」で行われた元リーダー河上率いる反GLE MONSTERSとの6人タッグの試合中に岩崎が造反、反GLE軍に寝返り脱退[14]、なお、岩崎は反GLE軍加入後はロック岩崎として活動。

### 2025年
- 1月19日、新木場大会で田村と島谷がシングル戦を行う。お互いの健闘を称え、全試合終了後、島谷はNOBU SANとして、メキシコで結成されたTOKYO BAD BOYSのメンバーとして活動していくことを発表し、バルクを脱退した。
- 1月27日、田村が以前から体調不良が続くため、無期限の休養を発表した[15]。後述するユニット解散までKAZMAとストームの2人体制となる。
- 2月22日、後楽園大会で行われた反GLE軍とのユニット解散or追放マッチに敗れ、この試合で共闘していた伊藤貴則、鬼塚一聖所属の「やんず家」とともにユニット解散となった[16]。

## 最終メンバー
- 田村ハヤト（結成 -  2025年1月27日）（2代目リーダー）
- KAZMA SAKAMOTO（2021年11月18日 - 2025年2月22日）
- クワイエット・ストーム（2021年11月18日 -  2025年2月22日）

## 元メンバー
- ガレノ・デル・マル（2023年2月12日 - 2024年1月28日[注 2]）
- 大門寺崇 （2024年2月2日[17] - 4月4日[注 3]）（やんず家加入→BLACK GENERATION INTERNATIONALへ合流）
- 河上隆一（初代リーダー）（結成 - 2024年7月1日 脱退）（→反GLE MONSTERSを結成）
- ロック岩崎（岩崎孝樹）（2024年8月25日 - 2024年12月30日 脱退[14]）（→反GLE MONSTERSへ合流）
- NOBU SAN（チェック島谷）（2021年9月29日 - 2025年1月19日 脱退）（→TOKYO BAD BOYSに専念）

## 歴代サポートメンバー
- 関本大介（大日本プロレス）[18]

## タイトル歴
G-REX王座
第4代：田村ハヤト
G-INFINITY王座
初代：河上隆一&KAZMA SAKAMOTO
第2代：田村ハヤト&チェック島谷